# Personaldisponent
Personaldisponent ist die Berufsbezeichnung für Mitarbeiter von Personaldienstleistungsunternehmen.

## Aufgaben
In dieser Berufsbezeichnung werden die Berufsbilder eines Vertriebsmitarbeiters und eines Personalreferenten mit Führungs- und Leitungsaufgaben zusammengefasst. Da es sich bis 2008 um keinen anerkannten Ausbildungsberuf handelte, sind die Stellenbeschreibungen in der Praxis noch unterschiedlich. Um eine einheitliche Qualifizierung sicherzustellen, wurde von der IHK ein Zertifikatslehrgang "Personaldisponent für Zeitarbeit" angeboten. Seit 2008 wird durch die IHK-Ausbildung zum Personaldienstleistungskaufmann gezielt für u. a. auch diesen Beruf ausgebildet.
Zu den Kernaufgaben der Disposition eines Personaldisponenten gehören:
- Personalbeschaffung (Mitarbeitersuche, -auswahl und -einstellung)
- Personaleinsatzplanung
- Personalbetreuung
- Zeiterfassung
- Entgeltabrechnung bzw. deren Vorbereitung und Kontrolle
- Kundengewinnung
- Kundenbetreuung
- Personalorganisation.

Auf einen Teilbereich dieser Aufgaben spezialisierten Mitarbeiter werden z. B. als Vertriebsdisponenten, Onsite-Manager oder Projektdisponenten bezeichnet.

## Verantwortung
Personaldisponenten sind in der Regel für die Arbeitssicherheit verantwortliche Personalentscheidungsträger im Sinne der berufsgenossenschaftlichen Definition nach § 23 SGB VII. Viele Unternehmen übertragen ihren Personaldisponenten unternehmerische Verantwortung.